# Prima la trama, poi il fondo
Prima la trama, poi il fondo è un film documentario del 2013 diretto da Fulvio Wetzl e Laura Bagnoli.

## Trama
Attraverso un'intervista a Renata Pfeiffer, pittrice milanese, ne riviviamo il percorso umano e artistico. Analizziamo con lei il mondo delle sue origini austriache, con preziose e vivide notazioni sul clima culturale e politico degli anni '30 a Milano. Entriamo poi nello specifico pittorico, passando in rassegna con lei le sue influenze, da Piet Mondrian a Pablo Picasso, Da Paul Klee a Egon Schiele, di cui Renata ci racconta un episodio personale capitato alla madre, probabile modella de La donna in rosso del pittore, nella Trieste inizio secolo. Nella seconda parte, che coincide con la descrizione della mostra dell'ottobre 2012, il ritmo del film cambia, contaminandosi di jazz e di rock (attraverso, anche e soprattutto, le musiche originali composte per il film da Lorenz - Lorenzo Farolfi) per coincidere con la brutalità e la fatica fisica che comporta l'impiego e la lavorazione dei nuovi materiali usati dall'artista, di cui filmiamo anche un'integrale action-painting. Il percorso umano è commentato e contrappuntato anche da alcune immagini amatoriali familiari dell'artista. Altro fondamentale contrappunto all'intervista sono i sei cortometraggi di animazione, volutamente artigianali, realizzati appositamente per il film, in cui elementi dei quadri di Renata, una bicicletta, un aquilone, una tessera di mosaico, prendono vita staccandosi dalla tela e passano in rassegna, trasvolando o percorrendo altri quadri, uniti stilisticamente tra loro, creando un trait-d'union, un fil rouge tra le tele e la loro fonte di ispirazione, urbana od industriale.

## Renata Pfeiffer
Renata Pfeiffer, pittrice milanese nata nel 1930, opera nell'arte dal 1958, data a cui risale il suo primo dipinto, un ritratto a olio della figlia Laura a cinque anni. Da allora ha attraversato il mondo dell'arte milanese e non solo seguendo un suo percorso personale, riconosciuto da critici e letterati, come Dino Buzzati, Raffaele Carrieri, Liana Bortolon, che è partito con un uso particolare dei colori a smalto industriale, per descrivere, negli anni '70-'80, il mondo delle periferie e dei cantieri urbani, soprattutto di Milano, con una ricerca applicata all'esaltazione grafica dei macchinari che rappresentano la costruzione della città che cresce. Sulla scorta delle ricerche di Piet Mondrian, Renata si è avvicinata gradatamente ad un livello di astrazione che non prescinde mai, come lei stessa dichiara nel film, dal dato figurativo, perché per lei “l'astratto non esiste”.
Nel corso degli anni e in parallelo, Renata, essendo anche giornalista e avendo collaborato con varie testate di giornali per ragazzi, ha potuto affiancare il lavoro del marito, Enrico Bagnoli, uno dei grandi illustratori italiani (per Fratelli Fabbri, Mondadori, Ghisetti e Corvi, fino a Martin Mystère per Bonelli), contribuendo alla stesura di soggetti e sceneggiature nel campo dei fumetti. Purtroppo negli anni novanta l'uso protratto degli smalti industriali si è rivelato tossico per Renata, provocandole un tumore. Questo ha causato l'abbandono dei materiali fino allora usati e una ricerca continua di nuovi mezzi di espressione. Negli anni duemila ha esposto alla Fondazione Luciana Matalon a Milano le sue 35 nuove opere incentrate sul mondo degli abissi marini e realizzate in metalli vari. Nella ricerca di nuovi materiali, Renata è riuscita a riciclare vecchie radiografie di famiglia, sfruttando le loro trasparenze, per rappresentare il suo fantastico mondo subacqueo, in un'inedita forma di body art.
Renata Pfeiffer è venuta a mancare nel novembre del 2021.